# Na Roda do Samba
Na Roda do Samba é o quinto álbum de estúdio da cantora e compositora brasileira Elza Soares, lançado em 1964 pela Odeon, com produção musical de Lyrio Panicali.

## Antecedentes
Em 1963, Elza Soares lançou o álbum Sambossa, que se destacou pelo sucesso das regravações de "Rosa Morena" e "Só Danço Samba". Ainda pela Odeon, ela continuaria a sua carreira com novo álbum ano ano seguinte.

## Gravação
Diferentemente os anteriores, Na Roda do Samba foi produzido pelo maestro Lyrio Panicali e com direção artística de Milton Miranda, além de orquestrações de Severino Araújo. O repertório reuniu composições de Osmar Navarro, Orlandivo, Helton Menezes, Paulo Tito e outros nomes.

## Lançamento e legado
Na Roda do Samba foi lançado em 1964 pela Odeon em vinil. O projeto se destacou pelas músicas "Princesa Isabel" e, principalmente "Pressentimento". Esta última Elza cantou em shows até meados de 2015, na turnê de A Mulher do Fim do Mundo.
Em 2003, o álbum foi relançado pela primeira vez em CD pela caixa de coleção Negra, com reedição de Marcelo Fróes. Esta edição incluiu 4 faixas bônus, todas singles de 1962.

## Faixas
A seguir lista-se as faixas de Na Roda do Samba:
Lado A
1. "Na Roda Do Samba"
2. "Dja Ba Dja"
3. "Convite Ao Samba"
4. "Na Base Do Pingüim"
5. "Pressentimento"
6. "Samba Primeiro"

Lado B
1. "Nêga"
2. "Gostoso É Sambar"
3. "Vou Rir De Você"
4. "Princesa Izabel"
5. "Domingo Em Copacabana"
6. "Banca De Pobre"